# John Owen Dominis
John Owen Dominis (ur. 10 marca 1832 w Schenectady, zm. 27 sierpnia 1891 w Honolulu) – książę Hawajów (jako książę małżonek), królewski gubernator wysp Oʻahu i Maui, z pochodzenia Amerykanin.

## Zarys biografii
John Owen urodził się w Schenectady w stanie Nowy Jork. Jego rodzicami byli: John Dominis, kapitan żeglugi morskiej, i Mary Lambert Jones, którzy pobrali się w 1821. W 1837 wraz z rodzicami przeniósł się do Honolulu na Hawajach.
Uczęszczał do prywatnej szkoły prowadzonej przez małżeństwo Johstonów i sąsiadującej z Royal School, w której uczyły się dzieci rdzennej szlachty hawajskiej. Dzięki temu poznał, a z czasem nawiązał przyjaźnie z kilkorgiem lokalnych książąt i księżniczek. Jedną z nich była Lydia Liliʻuokalani, przyszła królowa Hawajów. Po ukończeniu szkoły przez pewien czas pracował jako urzędnik handlowy w San Francisco. Po powrocie do Honolulu otrzymał posadę w tamtejszym domu handlowym.  
W 1862 ożenił się z księżniczką Lili'uokalani. W 1863 przyszedł na świat jego nieślubny syn, John Dominis ʻAimoku, którego matką była służąca żony – Mary Purdy Lamiki ʻAimoku. Lili'uokalani wybaczyła mężowi niewierność, a nie mogąc mieć własnych dzieci, adoptowała w 1910 jego syna, zmieniając chłopcu nazwisko na: „John ʻAimoku Dominis”.
John Owen Dominis zmarł w Honolulu niespełna rok po koronacji swojej małżonki. Został pochowany w Królewskim Mauzoleum Mauna ʻAla.